# Arboridia adanae
Arboridia adanae är en insektsart som först beskrevs av Dlabola 1957.  Arboridia adanae ingår i släktet Arboridia och familjen dvärgstritar. Inga underarter finns listade i Catalogue of Life.